# Mecseknádasd
Mecseknádasd är en ort i Ungern.   Den ligger i provinsen Baranya, i den sydvästra delen av landet, 150 km söder om huvudstaden Budapest. Mecseknádasd ligger 181 meter över havet och antalet invånare är 1 660.
Terrängen runt Mecseknádasd är platt österut, men västerut är den kuperad. Runt Mecseknádasd är det ganska glesbefolkat, med 21 invånare per kvadratkilometer. Närmaste större samhälle är Bonyhád, 9,5 km nordost om Mecseknádasd. Trakten runt Mecseknádasd består till största delen av jordbruksmark.